# Aurora Center
Aurora Center es un lugar designado por el censo ubicado en el condado de Aurora en el estado estadounidense de Dakota del Sur. En el Censo de 2010 tenía una población de 12 habitantes y una densidad poblacional de 107,75 personas por km².

## Geografía
Aurora Center se encuentra ubicado en las coordenadas 43°31′38″N 98°35′22″O / 43.52722, -98.58944. Según la Oficina del Censo de los Estados Unidos, Aurora Center tiene una superficie total de 0.11 km², de la cual 0.11 km² corresponden a tierra firme y (0%) 0 km² es agua.

## Demografía
Según el censo de 2010, había 12 personas residiendo en Aurora Center. La densidad de población era de 107,75 hab./km². De los 12 habitantes, Aurora Center estaba compuesto por el 100% blancos, el 0% eran afroamericanos, el 0% eran amerindios, el 0% eran asiáticos, el 0% eran isleños del Pacífico, el 0% eran de otras razas y el 0% pertenecían a dos o más razas. Del total de la población el 0% eran hispanos o latinos de cualquier raza.